# Bourg-la-Reine
Bourg-la-Reine – miejscowość i gmina we Francji, w regionie Île-de-France, w departamencie Hauts-de-Seine.
Według danych na rok 2012 gminę zamieszkiwało 19 872  osób, a gęstość zaludnienia wynosiła 13 160 osób/km². Wśród 1287 gmin regionu Île-de-France Bourg-la-Reine plasuje się na 868. miejscu pod względem powierzchni.
Przyszedł tu na świat francuski matematyk Évariste Galois.

Położenie Bourg-la-Reine w ramach aglomeracji paryskiej

## Miasta partnerskie
- - Sulejówek (2003)
- Kenilworth, Wielka Brytania
- Yanqing, Chińska Republika Ludowa
- Reghin, Rumunia
- Monheim am Rhein, Niemcy